# Drogomyśl
Drogomyśl is een dorp in de Poolse woiwodschap Silezië. De plaats maakt deel uit van de gemeente Strumień en telt 2.091 inwoners.

## Verkeer en vervoer

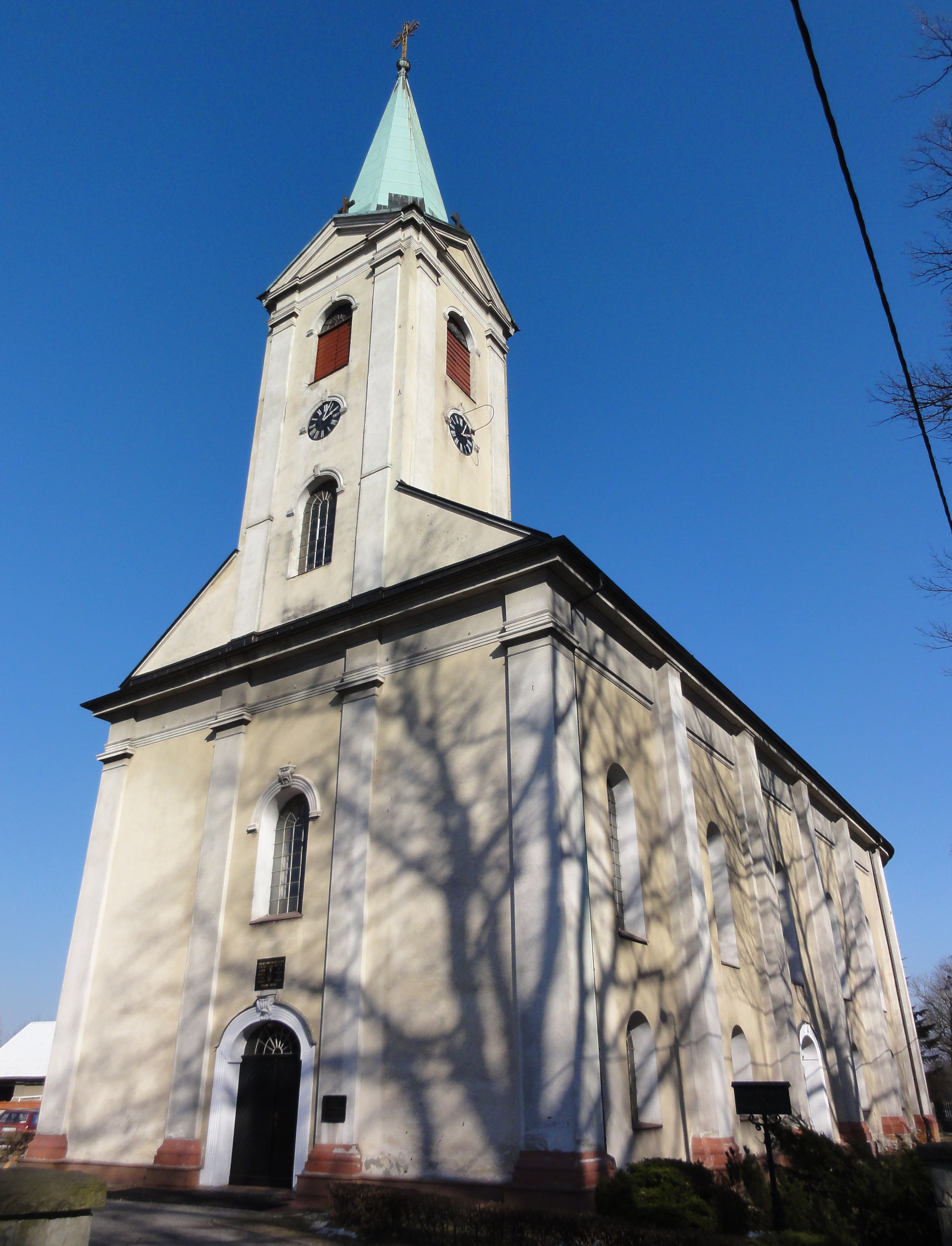
Kasteel

- Station Drogomyśl